# Anguilla australis
Anguilla australis – gatunek ryby z rodziny węgorzowatych (Anguillidae).

## Występowanie
Południowo-wschodnia Australia, Nowa Zelandia, wyspy południowego Pacyfiku: Nowa Kaledonia, Norfolk, Lord Howe, Tahiti i Fidżi.

## Opis
Długość ciała ok. 1 m, masa do 3 kg. Wiek rozrodczy dla samic: do 35 lat. Samce osiągają gotowość do rozrodu w wieku do 25 lat, jakkolwiek spotyka się spływające na rozród samice w wieku 10 lat, a samce w wieku 6 lat.

## Rozród
Jesienią, dojrzałe osobniki spływają rzekami do morza i po przebyciu nawet 4000 km odbywają tarło w głębinach Morza Koralowego w pobliżu Nowej Kaledonii. Dojrzałe samice mają ponad 3 mln jajeczek ikry. Wylęgłe larwy, leptocefale, unoszone przez ciepły Prąd Wschodnioaustralijski, wracają do rodzinnych wód słodkowodnych.